# Agapetus birgi
Agapetus birgi là một loài Trichoptera trong họ Glossosomatidae. Chúng phân bố ở miền Cổ bắc.